# Згасні коливання

Слабко згасні коливання маятника

Згасні́ колива́ння — коливання, енергія яких зменшується з плином часу.
Процес, що триває нескінченно, вигляду {\displaystyle \scriptstyle u(t)=A\cos(\omega t+q)} в природі неможливий. Вільні коливання будь-якого осцилятора рано чи пізно загасають і припиняються. Тому на практиці звичайно мають справу зі згасними коливаннями. Вони характеризуються тим, що амплітуда коливань A є спадною функцією. Зазвичай загасання відбувається під дією сил опору середовища, найчастіше залежних лінійно від швидкості коливань {\displaystyle \scriptstyle u'_{t}} або її квадрату.
В акустиці: загасання — зменшення рівня сигналу до повної нечутності.
Коливання можна описати такими типами:
- Надзгасні (англ. overdamped): Система повертається до рівноваги без коливань.
- Критично згасні (англ. critically damped): Система повертається до рівноваги так швидко як це можливо без коливань.
- Слабко згасні (англ. underdamped): Система коливається (з меншою частотою порівняно до незгасного випадку) з амплітудою, що поступово зменшується до нуля.
- Незгасні (англ. undamped): Система коливається в її природній власній частоті ({\displaystyle \omega _{0}}).

## Лінійне згасання
Особливо корисний у математиці тип згасання — лінійне. Лінійне згасання зустрічається за умови коли змінна коливання амортизується силою, що впливає на неї прямо пропорційно до миттєвої швидкості змінювання, швидкості або похідної по часу самої змінної.
У фізиці й інженерії, згасання математично можна змоделювати як силу синхронну зі швидкістю об'єкта, але в протилежному напрямку до неї. Якщо ця сила пропорційна швидкості, як для простого механічного демпфера, силу {\displaystyle F} можна співвіднести зі швидкістю {\displaystyle v} так
{\displaystyle F=-cv\,,}
де c — коефіцієнт згасання, заданий в одиницях ньютон-секунда на метр.
Цю силу можна використовувати як приблизне тертя спричинене опором середовища і можна втілити за допомогою демпфера. (Цей пристрій використовує в'язку рідину, таку як мастило, для забезпечення спротиву який лінійно співвідноситься зі швидкістю.) Навіть коли тертя пов'язане з {\displaystyle v^{2}}, якщо швидкість обмежена маленьким діапазоном, то цій нелінійний вплив може бути маленьким. У такому разі, можна визначити лінеаризований коефіцієнт тертя {\displaystyle c_{lin}} так, що він дає маленьку помилку.
Якщо наявна відновлювальна сила (така як завдяки пружині), яка пропорційна зміщенню {\displaystyle x} і у протилежному напрямку, то через прирівнювання суми цих двох сил до маси об'єкта помноженої на прискорення можемо отримаємо диференціальне рівняння другого порядку чиї члени можна вишикувати таким чином:
{\displaystyle {\frac {d^{2}x}{dt^{2}}}+2\zeta \omega _{0}{\frac {dx}{dt}}+\omega _{0}^{2}x=0,}
де ω0 це незгасна кутова частота осцилятора і ζ відома як коефіцієнт згасання. Це рівняння чинне для багатьох коливальних систем, але з різними формулами для швидкості згасання і незгасної кутової швидкості.
Значення швидкості згасання ζ визначає поведінку системи так, що ζ = 1 відповідає критично згасним коливанням, більші значення відповідають надзгасним, а менші значення слабко згасним коливанням. Якщо ζ = 0, тоді коливання незгасні.

### Приклад: маса-пружина-демпфер

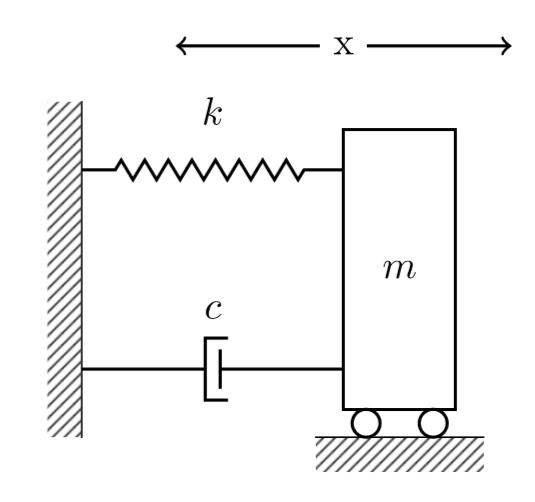
Маса прикріплена до пружини та демпфера.

Ідеальна система маса-пружина-демпфер з масою m, коефіцієнтом жорсткості k і в'язким демпфером з коефіцієнтом в'язкості c піддається коливальній силі
{\displaystyle F_{\mathrm {s} }=-kx\,}
і гамувальній силі
{\displaystyle F_{\mathrm {d} }=-cv=-c{\frac {dx}{dt}}=-c{\dot {x}}.}
Розглядаючи масу як вільне тіло і застосовуючи другий закон Ньютона, сумарна сила Ftot на тіло така
{\displaystyle F_{\mathrm {tot} }=ma=m{\frac {d^{2}x}{dt^{2}}}=m{\ddot {x}}.}
де a це прискорення маси і x це зміщення маси щодо фіксованої точки.
Оскільки Ftot = Fs + Fd,
{\displaystyle m{\ddot {x}}=-kx+-c{\dot {x}}.}
Це диференціальне рівняння можна перегрупувати як
{\displaystyle {\ddot {x}}+{c \over m}{\dot {x}}+{k \over m}x=0.\,}
Тоді визначені такі параметри:
{\displaystyle \omega _{0}={\sqrt {k \over m}}}
{\displaystyle \zeta ={c \over 2{\sqrt {mk}}}.}
Перший параметр, ω0, називається (незгасна) природна частота системи.
Другий параметр, ζ, називається швидкість згасання. Природна частота представляє кутову частоту, виражена в радіанах на секунду. Швидкість згасання є безрозмірнісною величиною.
Тепер диференційне рівняння набуває вигляду
{\displaystyle {\ddot {x}}+2\zeta \omega _{0}{\dot {x}}+\omega _{0}^{2}x=0.\,}
Продовжуючи, ми можемо розв'язати рівняння припускаючи розв'язок x таким що:
{\displaystyle x=e^{\gamma t}\,}
де параметр {\displaystyle \gamma } є, загалом кажучи, комплексним числом.
Підставляння цього розв'язку назад у диференціальне рівняння дає
{\displaystyle \gamma ^{2}+2\zeta \omega _{0}\gamma +\omega _{0}^{2}=0\,,}
що є характеристичним рівнянням.
Розв'язування характеристичного рівняння надасть нам два корені, {\displaystyle \gamma _{+}} і {\displaystyle \gamma _{-}}. Які можуть бути або обидва дійсні, відмінні чи однакові, або обидва комплексні.

### Поведінка системи

Часова залежність поведінки системи від значень коефіцієнта згасання ζ, для незгасного (синім), слабко згасного (зеленим), критично згасного (червоним) і надзгасного (блакитним) випадків, за умови нульової початкової швидкості.

Поведінка системи залежить від співвідношення значень двох засадничих параметрів, природної частоти ω0 і коефіцієнту згасання ζ. Зокрема, якісна поведінка системи критично залежить на тому чи квадратне рівняння для γ має одне дійсне, два дійсних, чи два спряжених комплексних розв'язки.